# چاق و لاغر
چاق و لاغر مجموعه‌ای عروسکی است که در فاصله سال‌های ۱۳۶۵ تا ۱۳۶۹ از شبکه دو سیما پخش می‌شد.

## سری‌ها
این مجموعه در ابتدا برای جشنهای دهه فجر و در ایامی که هنوز جنگ ادامه داشت ساخته شد و چاق کنایه از صدام و لاغر رئیس کوچک کنایه از عمو سام (آمریکا) و رئیس بزرگ کنایه از شیطان بود و این دو مأموریت داشتند تا جشن دهه فجر رو خراب کنند که همیشه ناکام بودند.

### سری اول
سری اول مجموعه چاق و لاغر در سال ۱۳۶۵ به کارگردانی مسعود رسام و ساسان امیرپور و به صورت نمایش عروسکی ساخته شد. در این مجموعه دو عروسک به نام‌های چاق و لاغر از طرف رئیس بزرگ مأموریت داشتند تا دست به خرابکاری بزنند؛ ولی با بی‌عرضگی خود همواره سبب عصبانی شدن رئیس بزرگ می‌شدند.
طراح و سازنده عروسک‌ها کامبیز صمیمی‌مفخم بود. حسن زارعی و حسن پورشیرازی به عنوان عروسک‌گردان و گویندگان دو عروسک چاق و لاغر در سری اول مجموعه بودند.

### سری دوم
سری دوم مجموعه چاق و لاغر در سال ۱۳۶۶ به کارگردانی کامبیز صمیمی‌مفخم و به صورت نمایش عروسکی ساخته شد. این مجموعه به عنوان برنامه عیدانه در بهار سال ۱۳۶۶ از تلویزیون پخش شد.
مهدی وثوق و حسن پورشیرازی به عنوان عروسک‌گردان و گویندگان دو عروسک چاق و لاغر در سری دوم این مجموعه بودند.

### سری سوم
سری سوم مجموعه چاق و لاغر در سال ۱۳۶۷ به کارگردانی حسن زارعی و به صورت نمایش عروسکی ساخته شد. این مجموعه به عنوان ویژه برنامه دهه فجر در بهمن سال ۱۳۶۷ از تلویزیون پخش شد.
حسن زارعی و رحیم دوستی به عنوان عروسک‌گردان و گویندگان دو عروسک چاق و لاغر در سری سوم این مجموعه بودند.

### سری چهارم
سری چهارم مجموعه چاق و لاغر با عنوان چاق و لاغر و رئیس بزرگ در سال ۱۳۶۸ به کارگردانی امیرحسین قهرایی و به صورت سریال تلویزیونی ساخته شد. چاق و لاغر که در سه سری اول مجموعه به صورت عروسک حضور داشتند، از سری چهارم به شکل دو انسان عروسک‌پوش درآمدند. اسدالله یکتا و کامران وصالی ایفاگر نقش چاق و لاغر در این مجموعه بودند. نقش «رئیس بزرگ» را هم «فریدون آهی» بازی می‌کرد.
به‌جای شخصیت چاق اصغر افضلی، لاغر جواد پزشکیان، و رئیس بزرگ امیرهوشنگ قطعه‌ای صحبت کرده‌اند.
در این مجموعه رئیس بزرگ تصمیم می‌گیرد که از شر دو مأمور خنگ خود خلاص شود و با نقشه‌هایش چاق و لاغر را از بین ببرد. قرقی (خودروی ژیان بدون راننده)، دفتر کارآگاهی و دزدگیر ویژه همگی از این سری وارد مجموعه می‌شوند.

### سری پنجم
سری پنجم و آخرین مجموعه چاق و لاغر با عنوان چاق و لاغر و مأمور سوم در سال ۱۳۶۹ به کارگردانی امیرحسین قهرایی و به صورت سریال تلویزیونی ساخته شد. همانند سری چهارم چاق و لاغر به شکل دو انسان عروسک‌پوش با بازی اسدالله یکتا و محسن حاتمی رامشه حضور داشتند. در این سری، اصغر افضلی به‌جای چاق و جواد پزشکیان به‌جای لاغر دوبله کردند.
در این مجموعه رئیس بزرگ با بازی حسین محب‌اهری و دوبله پرویز ربیعی سفارش ساخت ربات ایکس۶۲۵ را می‌دهد. مأموریت این ربات با بازی افشین سنگ‌چاپ و صدای پرویز نارنجی‌ها دزدیدن پسری نابغه و مخترع به نام سعید با بازی سعید شیخ‌زاده و دوبله مهوش افشاری است که بسیار بازی بومرنگ را دوست دارد. چاق و لاغر با استراق‌سمع تلفن رئیس خود از هدف وی مطلع می‌شوند و تصمیم می‌گیرند زودتر از ربات ایکس۶۲۵ سعید را بدزدند.

## شخصیت‌ها
- چاق (با عروسک‌گردانی و گویندگی حسن زارعی و مهدی وثوق در سری اول تا سوم و با بازی اسدالله یکتا در سری چهارم و پنجم). در سریهای چهارم و پنجم، اصغر افضلی به‌جای چاق دوبله کرده‌است.
- لاغر (با عروسک‌گردانی و گویندگی حسن پورشیرازی و رحیم دوستی در سری اول تا سوم، با بازی کامران وصالی در سری چهارم و با بازی محسن حاتمی رامشه در سری پنجم). در سریهای چهارم و پنجم، جواد پزشکیان به‌جای لاغر دوبله کرده‌است.
- رئیس بزرگ (با بازی فریدون آهی در سری چهارم و حسین محب‌اهری در سری پنجم) و دوبله پرویز ربیعی.
- سعید یک نوجوان مخترع و نابغه (با بازی سعید شیخ‌زاده در سری پنجم) و دوبله مهوش افشاری.
- قرقی یک ژیان هوشمند و پیشرفته به رنگ قرمز با گلهای زرد (در سری چهارم و پنجم)
- ربات ایکس۶۲۵ (X625) مسلح به اشعه لیزر (با بازی افشین سنگ‌چاپ در سری پنجم) و دوبله پرویز نارنجی‌ها.